# Bwrdd Arthur

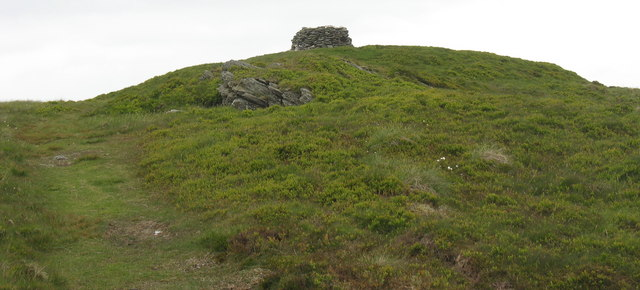
Bwrdd Arthur

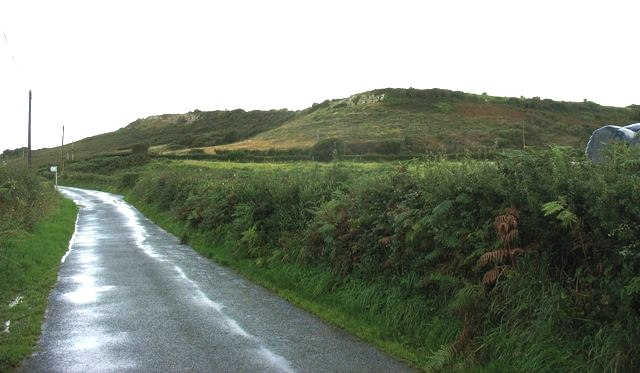
Südabhang von Bwrdd Arthur

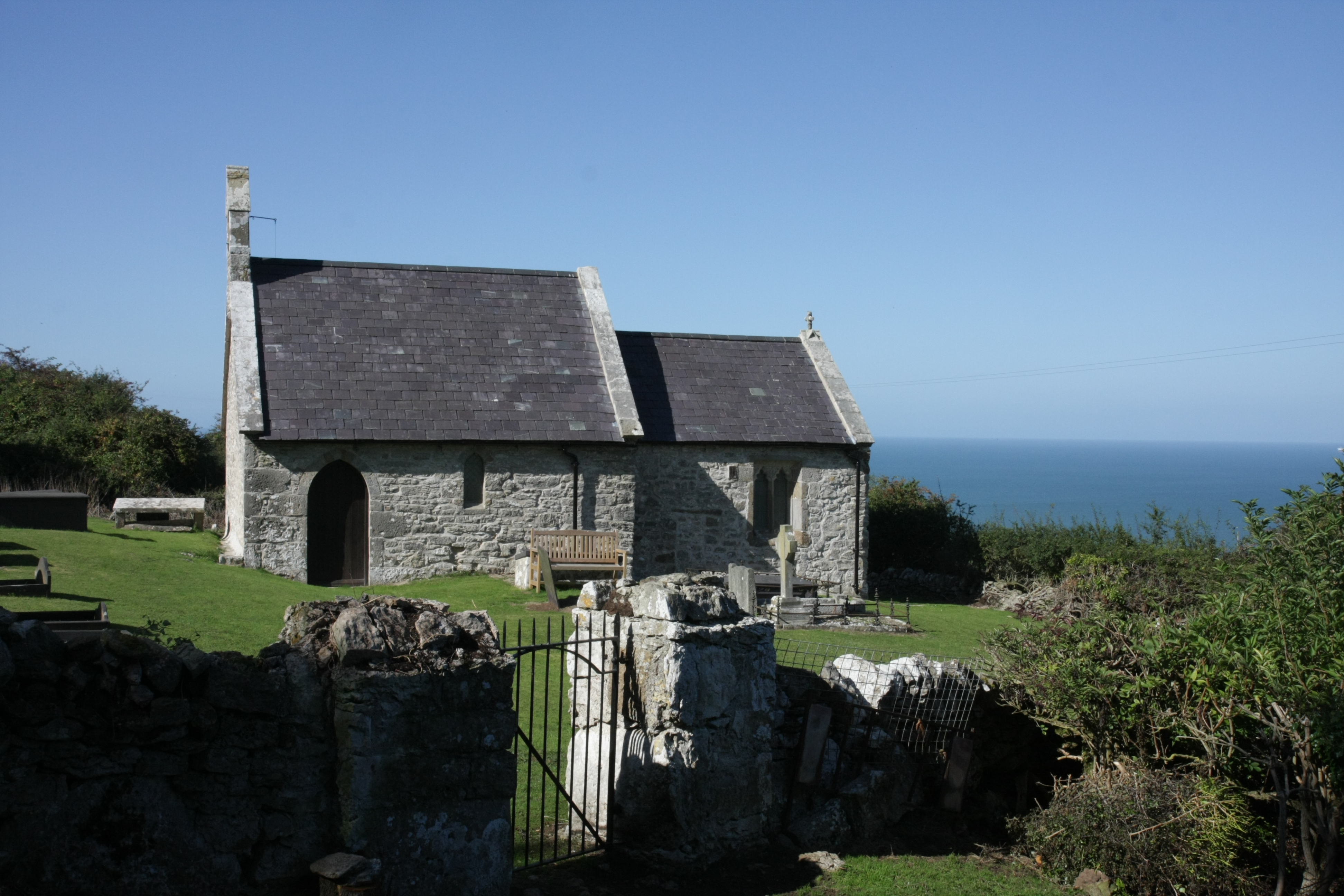
St Michael's church

Bwrdd Arthur (dt. Arturs Tisch) ist ein rund umwalltes Hillfort auf der Druiden-Insel Anglesey.
Llanfihangel Din Sylwy befindet sich mit der St.-Michaels-Kirche ostwärts der Anlage.
Als um 60 n. Chr. der römische Feldherr und Statthalter Gaius Suetonius Paulinus Mona (Anglesey) mit dem Llyn Cerrig Bach eroberte, war die Insel ein wichtiges Zentrum des Druidentums, was die Bedeutung des Opferplatzes bestätigt.
Fast alle Artefakte sind heute im National Museum of Wales in Cardiff ausgestellt.

## Kontext
Geoffrey Ashe identifizierte weitere Plätze mit dem Namen Artus’ Tisch.
- King Arthur’s Round Table (Cumbria) (deutsch: König Artus’ Tafelrunde in Cumbria) ist ein neolithisches oder bronzezeitliches Henge bei Eamont Bridge südlich von Penrith in England. Das Denkmal ist das zentrale unter drei Henges, die in einem Dreieck, das sich westlich der Flüsse Lowther und Eamont erstreckt, liegen. Das Henge im Süden (der Little Round Table) wurde zerstört. Das 117 m messende Henge von Mayburgh liegt einige hundert Meter entfernt im Westen. Des Weiteren liegt in der Nähe auch der Hill of Skulls.

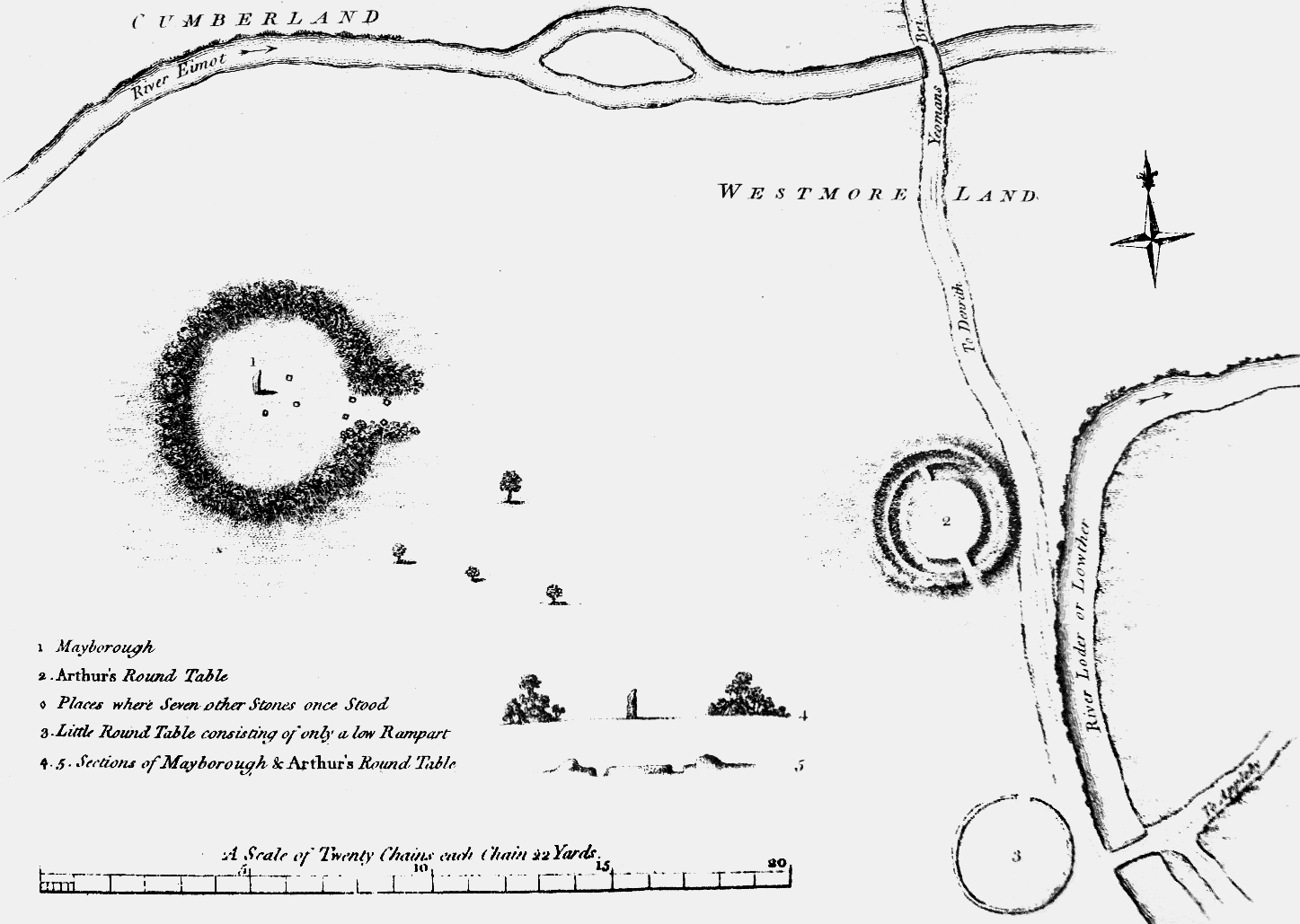
King Arthur’s Round Table rechts, darunter der zerstörte Little Round Table und links Mayburgh nach einer Skizze von 1769

- Bwrdd Arthur in Clwyd ist ein Cairn (Cader Bronwen) auf einem Hügel,
- das Amphitheater in Caerleon;
- ein Erdwerk auf Stirling Castle.
- Bwrdd Arthur bei Wrexham in Wales ist ein Cairn.

In einer Geschichte der englischen Feldnamen notiert John Field weitere runde Tische.